# Санчес, Рикардо
Рикардо Санчес (исп. Ricardo S. Sánchez; род. 9 сентября 1953, Рио-Гранде-Сити, Техас, США) — генерал-лейтенант Армии США, командующий коалиционными войсками в Ираке с июня 2003 по июнь 2004 года.
Санчес получил два высших образования по математике и истории. Во время войны в Персидском заливе (1991) командовал батальоном. Являлся самым высокопоставленным американцем испанского происхождения в Армии США до своего ухода из вооружённых сил 1 ноября 2006 года. Оставил армию после скандала в тюрьме Абу-Грейб, когда стало известно, что американские военнослужащие пытали заключённых.
В 2005 году правозащитная организация «Американский союз за гражданские свободы» обнародовала служебную записку Санчеса от 14 сентября 2003 года. В документе генерал разрешал использование некоторых методов допроса, которые, по мнению юристов Американского союза гражданских свобод, нарушали Женевские конвенции.
Автор мемуаров Wiser in Battle: A Soldier’s Story (2008, совместно с Дональдом Филлипсом).